# Pycnoclavella belizeana
Pycnoclavella belizeana is een zakpijpensoort uit de familie van de Clavelinidae. De wetenschappelijke naam van de soort is voor het eerst geldig gepubliceerd in 1996 door Goodbody.